# Elecciones legislativas de Rusia de 2021
Las elecciones legislativas de Rusia de 2021 se llevaron a cabo desde el 17 de septiembre hasta el 19 de septiembre de ese año, para asignar los 450 escaños de la Duma Estatal, la cámara baja de la Asamblea Federal de Rusia, el poder legislativo.
En marzo de 2020, se propuso que las elecciones se llevaran a cabo de manera anticipadas en septiembre de 2020 debido a las reformas constitucionales propuestas, pero esta propuesta fue rechazada. El 18 de junio de 2021, el presidente Vladímir Putin firmó un decreto convocando las elecciones para el 19 de septiembre.
Debido a la pandemia de COVID-19 en Rusia, la Comisión Electoral Central decidió que la votación en las elecciones se realizara durante tres días, del 17 al 19 de septiembre.

## Antecedentes

### Reforma de pensiones
Después de las elecciones de 2016, Rusia Unida fue el partido más popular, su índice de votación varió del 40 % al 55 %, mientras que el índice de los principales partidos de oposición (partidos Comunista y Liberal Demócrata) fue un poco más del 10 %. La calificación de Rusia Justa fue más baja que el umbral del 5 % requerido para ingresar a la Duma Estatal.
En junio de 2018, después de que el primer ministro Dmitri Medvédev anunció una reforma para aumentar la edad de jubilación, la calificación del partido gobernante Rusia Unida cayó drásticamente y desde entonces ha fluctuado entre el 34 % y el 29 %. Al mismo tiempo, la calificación del Partido Comunista crecido y actualmente oscila entre el 10 % y el 14 %. La calificación de Rusia Justa también aumento, pero sigue siendo relativamente pequeña y fluctúa entre el 5 % y el 8 %. La calificación del Partido Liberal Demócrata se ha mantenido constante en alrededor del 10 % al 13 %. Los resultados de las encuestas difieren en cuanto a si el Partido Comunista y el Partido Liberal Demócrata se clasifican actualmente como el segundo partido más popular. Las calificaciones de todos los partidos no parlamentarios combinados oscilan entre el 6 % y el 17 %, y se desconocen las cifras exactas de cada partido. Cuando la proporción de personas que respondieron que no votarían y que no están seguras se distribuye por igual entre los partidos.

### Reforma constitucional y especulaciones sobre elecciones anticipadas
El 15 de enero de 2020, durante su discurso ante la Asamblea Federal, el presidente Vladímir Putin propuso la realización de un referéndum sobre el número de enmiendas argumentando que sería necesario un voto nacional para hacer "legítimos" los cambios a la Constitución de Rusia. Las enmiendas propuestas para debilitar el poder ejecutivo y ampliar los poderes del Parlamento. En particular, se supone que debe transferir el poder de formar gobierno a la Duma Estatal. Esto significa que si se adoptaran las enmiendas, el próximo Gabinete estaría formado por la Duma Estatal. Inmediatamente después del discurso de Putin, el primer ministro Dmitri Medvédev dimitió junto con todo el gobierno. Al día siguiente, Mijaíl Mishustin fue nombrado nuevo primer ministro. Después de eso, hubo sugerencias sobre la disolución de la Duma Estatal y la celebración de elecciones anticipadas después de la reforma constitucional. En la actualidad, la Duma del Estado solo puede disolverse si ha rechazado el nombramiento de un primer ministro por parte del presidente tres veces seguidas o ha aprobado una moción de censura contra el gobierno. Según fuentes de la Administración Presidencial, la Constitución puede modificarse para permitir la autodisolución de la Duma del Estado. Algunos politólogos y diputados también han dicho que es probable que se disuelva la Duma del Estado y se celebren elecciones anticipadas. Sin embargo, esta opinión no fue compartida por Andrey Klishas, jefe del Comité Jurídico del Consejo de la Federación, quien forma parte del grupo de trabajo sobre la preparación de enmiendas a la Constitución.
El 10 de marzo de 2020, durante la segunda lectura del proyecto de ley sobre enmiendas a la Constitución, el diputado Alexander Karelin presentó una enmienda sobre la celebración de elecciones anticipadas. La enmienda dio a la Duma del Estado la oportunidad de decidir una vez disolverse después de que las enmiendas fueran adoptadas. Al principio, la propuesta fue apoyada por una mayoría de diputados, pero debido a que no había consenso sobre este tema (en particular, el Partido Comunista estaba en contra), el presidente Vladímir Putin instó a no disolver la Duma Estatal y luego Karelin retiró la enmienda. Si dicha enmienda hubiera sido aprobada, las elecciones anticipadas se habrían llevado a cabo el 13 o el 20 de septiembre de 2020. Valentina Tereshkova propuso un "reinicio" en los términos presidenciales de Putin, que le permitiría permanecer en el cargo después de su segundo período hasta 2036, ya que originalmente estaba programado para terminar en 2024. El partido gobernante Rusia Unida apoyó la propuesta de Tereshkova, y en la respuesta de Putin fue aceptable y citando ejemplos de países sin límites de mandato presidencial y haciendo referencia al expresidente estadounidense Franklin D. Roosevelt, quien sirvió cuatro mandatos consecutivos. Como resultado, la decisión recibió una reacción violenta entre la oposición y los grupos políticos, acusando a Putin de intentar servir como presidente de por vida.
Del 25 al 1 de julio de 2020 se llevó a cabo el referéndum constitucional, dónde el 78 % de votantes rusos aprobaron las nuevas enmiendas, incluida la extensión del mandato de Putin hasta 2036. El referéndum fue criticado, se presentaron acusaciones de fraude electoral y protestas con 140 personas detenidas en Moscú.

### Pandemia de COVID-19
Debido a la pandemia de COVID-19, el formato de los eventos electorales individuales puede cambiar por razones de salud. En particular, en 2020 se aprobó una ley que permite la votación anticipada en los colegios electorales dos días antes del día oficial de la votación. Además, los propios colegios electorales pueden organizarse fuera de las instalaciones. Sin embargo, tal decisión no es obligatoria y puede ser tomada por la Comisión Electoral Central dentro de los diez días posteriores a la fecha programada para la elección.

## Sistema electoral

Mapa de 225 distritos electorales uninominales para las elecciones legislativas de Rusia de 2021 en relación con sus sujetos federales.

Según las leyes electorales actuales, la Duma del Estado es elegida por un período de cinco años, mediante votación paralela. La mitad de los escaños (225) se eligen mediante representación proporcional por lista de partidos con un umbral electoral del 5%, y la otra mitad se elige en 225 distritos electorales uninominales mediante votación previa al primer puesto (votación por pluarilidad).
En la parte proporcional, los candidatos solo pueden ser nominados por los partidos políticos. Las listas de partidos deben incluir al menos 200 y no más de 400 candidatos. La lista también puede incluir candidatos que no son miembros del partido, pero su número no debe exceder el 50 % del número de candidatos en la lista. La lista de candidatos del partido debe dividirse en partes federales y regionales. La parte regional incluye grupos regionales de candidatos correspondientes al grupo de sujetos federales limítrofes. El número de grupos regionales debe ser de al menos 35. No se pueden incluir más de quince candidatos en la parte federal de la lista de candidatos. Las partes regionales de la lista de partidos deben cubrir todo el territorio de Rusia.
En la parte mayoritaria, los candidatos pueden ser nominados tanto por los partidos políticos como en el orden de auto nominación. El partido político debe proporcionar una lista de candidatos a la Comisión Electoral Central, y la lista debe contener el nombre y el número de distritos electorales en los que se postulará cada candidato. Los documentos de los candidatos autoproclamados, a diferencia de los candidatos de partidos políticos, deben presentar solicitudes a las comisiones electorales de distrito. Para el registro, el candidato autonominado debe recopilar al menos el 3% de las firmas de los votantes que residen en la circunscripción (o al menos 3.000 firmas si la circunscripción tiene menos de 100 000 votantes).

### Cambios en el sistema electoral
Debido a la caída de las calificaciones del partido gobernante Rusia Unida, se asumió que el partido intentaría reformar el sistema electoral para mantener una mayoría en la nueva Duma Estatal. En particular, se asumió que la proporción de diputados elegidos por listas de partidos puede reducirse del 50% (225 escaños) al 25 % (112 o 113), y el resto será elegido en distritos uninominales por primera vez. el post de votación, o de las elecciones en las listas de los partidos pueden ser canceladas por completo y los 450 asientos serán elegidos en circunscripciones uninominales. Sin embargo, tales supuestos no estaban justificados y el sistema electoral siguió siendo el mismo.
En abril de 2021, se realizó una enmienda a la Ley Federal de Elecciones a la Duma del Estado, aumentando la parte federal de la lista del partido de 10 a 15 candidatos.

## Partidos participantes

### Partidos con representación en la Duma Estatal
| Partido | Partido | Partido                                     | Ideologías              | Líder                |
| ------- | ------- | ------------------------------------------- | ----------------------- | -------------------- |
|         | UR      | Rusia Unida                                 | Partido atrapalotodo    | Sergey Shoigu        |
|         | CPRF    | Partido Comunista de la Federación Rusa     | Comunismo               | Gennady Ziuganov     |
|         | LDPR    | Partido Liberal-Demócrata de Rusia          | Ultranacionalismo       | Vladimir Zhirinovsky |
|         | SRZP    | Una Rusia justa - Patriotas - Por la verdad | Socialdemocracia        | Sergey Mironov       |
|         | Rodina  | Rodina                                      | Ultranacionalismo       | Aleksey Zhuravlyov   |
|         | CP      | Plataforma Cívica                           | Conservadurismo liberal | Rifat Shaykhutdinov  |

### Partidos representados en los parlamentos regionales
| Partido | Partido | Partido                                                 | Ideología               | Líder             |
| ------- | ------- | ------------------------------------------------------- | ----------------------- | ----------------- |
|         | CR      | Comunistas de Rusia                                     | Comunismo               | Maxim Suraykin    |
|         | Yábloko | Yábloko                                                 | Socioliberalismo        | Nikolay Rybakov   |
|         | RPPSJ   | Partido Ruso de los Pensionistas por la Justicia Social | Conservadurismo social  | Vladimir Burakov  |
|         | PG      | Partido del Crecimiento                                 | Conservadurismo liberal | Boris Titov       |
|         | Verdes  | Partido Ecológico Ruso "Los Verdes"                     | Ecologismo              | Andrey Nagibin    |
|         | RPFJ    | Partido Ruso de la Libertad y la Justicia               | Socialdemocracia        | Maksim Shevchenko |
|         | NP      | Gente nueva                                             | Progresismo             | Alexey Nechayev   |
|         | GA      | Alternativa verde                                       | Política verde          | Ruslan Khvostov   |

## Encuestas

### Boca de urna
| Encuesta | Fecha       | UR    | CPRF  | LDPR | SRZP | NP   | RPPSJ | CR   | Yábloko | Verdes | Rodina | PG   | RPPSJ | GA   | CP   |
| -------- | ----------- | ----- | ----- | ---- | ---- | ---- | ----- | ---- | ------- | ------ | ------ | ---- | ----- | ---- | ---- |
| Insomar  | 19 Sep 2021 | 45,2% | 21,0% | 8,7% | 7,9% | 4,7% | 3,6%  | 1,9% | 1,6%    | 0,9%   | 0,8%   | 0,6% | 0,6%  | 0,3% | 0,3% |

### Encuestas de campaña
| Encuesta | Fecha          | UR    | CPRF  | LDPR  | SRZP  | CR    | Yábloko | RPPSJ | Rodina | PG    | Verdes | CP    | RPFJ  | NP    | GA    |
| -------- | -------------- | ----- | ----- | ----- | ----- | ----- | ------- | ----- | ------ | ----- | ------ | ----- | ----- | ----- | ----- |
| CIPKR    | 9 Sep 2021     | 26%   | 22%   | 7%    | 5%    | 1%    | 4%      | 4%    | 12%    | 12%   | 12%    | 12%   | 12%   | 6%    | 0%    |
| INSOMAR  | 9 Sep 2021     | 30,1% | 14,9% | 9,6%  | 6,3%  | 0,9%  | 2,9%    | 3,2%  | 1,2%   | 0,4%  | 2,3%   | 0,2%  | 0,8%  | 4,2%  | 0,5%  |
| WCIOM    | 8 Sep 2021     | 29,4% | 16,5% | 10,0% | 5,5%  | 0,4%  | 2,1%    | 3,1%  | 0,9%   | 0,5%  | 2,2%   | 0,04% | 0,8%  | 5,2%  | 0,3%  |
| FOM      | 5 Sep 2021     | 29%   | 14%   | 11%   | 5%    | 1%    | 1%      | 3%    | 1%     | 0%    | 1%     | 0%    | 1%    | 3%    | 0%    |
| NMCPSM   | 5 Sep 2021     | 34,9% | 19,0% | 12,1% | 12,6% | 21,5% | 21,5%   | 21,5% | 21,5%  | 21,5% | 21,5%  | 21,5% | 21,5% | 21,5% | 21,5% |
| WCIOM    | 1 Sep 2021     | 34%   | 18%   | 10%   | 7%    | 0,3%  | 2,2%    | 2,7%  | 1,0%   | 0,7%  | 2,1%   | 0,2%  | 1,8%  | 2,8%  | 0,2%  |
| FOM      | 29 Ago 2021    | 30%   | 15%   | 10%   | 5%    | 0%    | 1%      | 1%    | 1%     | 0%    | 1%     | 0%    | 1%    | 3%    | 0%    |
| WCIOM    | 29 Ago 2021    | 28,3% | 17,5% | 8,7%  | 6,6%  | 15,5% | 15,5%   | 15,5% | 15,5%  | 15,5% | 15,5%  | 15,5% | 15,5% | 15,5% | 15,5% |
| WCIOM    | 25 Ago 2021    | 30%   | 16%   | 9%    | 7%    | 12%   | 12%     | 12%   | 12%    | 12%   | 12%    | 12%   | 12%   | 12%   | 12%   |
| WCIOM    | 22 Ago 2021    | 26,4% | 17,2% | 9,0%  | 6,7%  | 15,5% | 15,5%   | 15,5% | 15,5%  | 15,5% | 15,5%  | 15,5% | 15,5% | 15,5% | 15,5% |
| FOM      | 22 Ago 2021    | 27%   | 13%   | 11%   | 6%    | 0%    | 1%      | 1%    | 0%     | 0%    | 1%     | 0%    | 1%    | 2%    | 0%    |
| WCIOM    | 15 Ago 2021    | 27,3% | 16,4% | 9,1%  | 6,7%  | 14,9% | 14,9%   | 14,9% | 14,9%  | 14,9% | 14,9%  | 14,9% | 14,9% | 14,9% | 14,9% |
| FOM      | 15 Ago 2021    | 30%   | 13%   | 10%   | 6%    | 1%    | 1%      | 1%    | 0%     | 0%    | 0%     | 0%    | 0%    | 2%    | 1%    |
| CIPKR    | 9-13 Ago 2021  | 25%   | 19%   | 8%    | 6%    | 1%    | 2%      | 5%    | –      | –     | –      | –     | –     | 4%    | 0%    |
| FOM      | 8 Ago 2021     | 29%   | 11%   | 9%    | 6%    | 1%    | 1%      | 1%    | 1%     | 0%    | 0%     | 0%    | 0%    | 2%    | 1%    |
| WCIOM    | 8 Ago 2021     | 27,2% | 16,0% | 9,6%  | 6,7%  | 14,2% | 14,2%   | 14,2% | 14,2%  | 14,2% | 14,2%  | 14,2% | 14,2% | 14,2% | 14,2% |
| FOM      | 1 Ago 2021     | 27%   | 11%   | 9%    | 6%    | 1%    | 1%      | 1%    | 1%     | 0%    | 0%     | 0%    | 0%    | 2%    | 0%    |
| WCIOM    | 1 Ago 2021     | 27,8% | 15,6% | 9,6%  | 6,7%  | 13,3% | 13,3%   | 13,3% | 13,3%  | 13,3% | 13,3%  | 13,3% | 13,3% | 13,3% | 13,3% |
| NMCPSM   | 30 Jul 2021    | 35,6% | 16,2% | 13,6% | 9,4%  | 25,2% | 25,2%   | 25,2% | 25,2%  | 25,2% | 25,2%  | 25,2% | 25,2% | 25,2% | 25,2% |
| FOM      | 25 Jul 2021    | 29%   | 12%   | 10%   | 6%    | 1%    | 1%      | 1%    | 0%     | 0%    | 0%     | 0%    | 1%    | 3%    | 0%    |
| WCIOM    | 25 Jul 2021    | 28,7% | 14,1% | 10,3% | 7,2%  | 14,0% | 14,0%   | 14,0% | 14,0%  | 14,0% | 14,0%  | 14,0% | 14,0% | 14,0% | 14,0% |
| FOM      | 18 Jul 2021    | 31%   | 12%   | 11%   | 7%    | 1%    | 1%      | 1%    | 0%     | 0%    | 0%     | 0%    | 1%    | 3%    | 0%    |
| WCIOM    | 18 Jul 2021    | 27,7% | 14,1% | 10,6% | 7,2%  | 13,4% | 13,4%   | 13,4% | 13,4%  | 13,4% | 13,4%  | 13,4% | 13,4% | 13,4% | 13,4% |
| FOM      | 11 Jul 2021    | 31%   | 11%   | 10%   | 6%    | 1%    | 1%      | 1%    | 0%     | 0%    | 0%     | 0%    | 1%    | 2%    | 0%    |
| WCIOM    | 11 Jul 2021    | 28,3% | 13,6% | 10,5% | 7,0%  | 13,4% | 13,4%   | 13,4% | 13,4%  | 13,4% | 13,4%  | 13,4% | 13,4% | 13,4% | 13,4% |
| WCIOM    | 8-11 Jul 2021  | 28,0% | 13,0% | 11,0% | 7,0%  | 1,3%  | 3,8%    | 3,0%  | 0,3%   | 0,3%  | 2,1%   | 0,3%  | 0,7%  | 3,1%  | 0,2%  |
| WCIOM    | 5-6 Jul 2021   | 28.0% | 11,0% | 11,0% | 6,0%  | 1,2%  | 1,3%    | 2,2%  | 1,0%   | 0,5%  | 1,0%   | 0.1%  | 1,0%  | 2,6%  | 0,6%  |
| FOM      | 4 Jul 2021     | 30%   | 11%   | 10%   | 7%    | 6%    | 6%      | 6%    | 6%     | 6%    | 6%     | 6%    | 6%    | 6%    | 6%    |
| WCIOM    | 4 Jul 2021     | 28,7% | 14,0% | 10,9% | 7,2%  | 13,0% | 13,0%   | 13,0% | 13,0%  | 13,0% | 13,0%  | 13,0% | 13,0% | 13,0% | 13,0% |
| CIPKR    | 27-29 Jun 2021 | 25%   | 16%   | 8%    | 9%    | 1%    | 4%      | 6%    | –      | –     | –      | –     | –     | 1%    | 0%    |

### Encuestas de precampaña
| Encuesta                        | Fecha                           | UR     | CPRF   | LDPR   | SRPZP | Otros |
| ------------------------------- | ------------------------------- | ------ | ------ | ------ | ----- | ----- |
| FOM                             | 27 Jun 2021                     | 29%    | 13%    | 11%    | 8%    | 7%    |
| WCIOM                           | 27 Jun 2021                     | 28.7%  | 13.9%  | 10.7%  | 7.1%  | 13.4% |
| FOM                             | 20 Jun 2021                     | 32%    | 12%    | 11%    | 8%    | 8%    |
| WCIOM                           | 20 Jun 2021                     | 30.4%  | 11.9%  | 10.0%  | 7.8%  | 13.4% |
| FOM                             | 13 Jun 2021                     | 32%    | 11%    | 10%    | 7%    | 8%    |
| WCIOM                           | 13 Jun 2021                     | 30.5%  | 12.0%  | 10.4%  | 7.7%  | 13.0% |
| WCIOM                           | 13 Jun 2021                     | 30.5%  | 12.0%  | 10.4%  | 7.7%  | 13.0% |
| FOM                             | 6 Jun 2021                      | 31%    | 10%    | 10%    | 6%    | 7%    |
| WCIOM                           | 6 Jun 2021                      | 30.6%  | 12.7%  | 10.8%  | 7.6%  | 13.1% |
| FOM                             | 30 de mayo de 2021              | 32%    | 11%    | 11%    | 8%    | 6%    |
| WCIOM                           | 30 de mayo de 2021              | 29.7%  | 13.2%  | 10.2%  | 7.3%  | 12.8% |
| FOM                             | 23 de mayo de 2021              | 33%    | 13%    | 11%    | 8%    | 7%    |
| WCIOM                           | 23 de mayo de 2021              | 29.5%  | 12.7%  | 10.2%  | 7.8%  | 13.4% |
| FOM                             | 16 de mayo de 2021              | 31%    | 12%    | 11%    | 7%    | 7%    |
| WCIOM                           | 16 de mayo de 2021              | 30.4%  | 12.1%  | 10.5%  | 7.7%  | 11.5% |
| FOM                             | 8 de mayo de 2021               | 30%    | 11%    | 11%    | 7%    | 7%    |
| WCIOM                           | 8 de mayo de 2021               | 29.6%  | 12.2%  | 10.7%  | 7.4%  | 13.1% |
| WCIOM                           | 2 de mayo de 2021               | 30.5%  | 12.2%  | 11.2%  | 7.1%  | 12.8% |
| FOM                             | 25 Abr 2021                     | 33%    | 12%    | 10%    | 7%    | 6%    |
| WCIOM                           | 25 Abr 2021                     | 30.0%  | 12.2%  | 10.3%  | 7.4%  | 13.1% |
| FOM                             | 18 Abr 2021                     | 32%    | 13%    | 11%    | 8%    | 8%    |
| Elecciones legislativas de 2016 | Elecciones legislativas de 2016 | 55.23% | 13.59% | 13.39% | 6.39% | 11.4% |

## Resultados
|  | 49.82 % |

|  | 45.86 % |

|  | 18.93 % |

|  | 16.35 % |

|  | 7.55 % |

|  | 5.89 % |

|  | 7.46 % |

|  | 8.78 % |

|  | 5.32 % |

|  | 4.88 % |

|  | 2.45 % |

|  | 3.58 % |

|  | 1.34 % |

|  | 1.99 % |

|  | 1.27 % |

|  | 2.98 % |

|  | 0.91 % |

|  | 0.98 % |

|  | 0.80 % |

|  | 1.51 % |

|  | 0.77 % |

|  | 0.68 % |

|  | 0.64 % |

|  | 0.22 % |

|  | 0.52 % |

|  | 0.94 % |

|  | 0.15 % |

|  | 0.70 % |

|  | 1.18 % |

|  | 100.00 % |

|  | 100.00 % |

## Reacciones

### Nacionales
- Partido Comunista de la Federación Rusa: El partido declaró que no reconoce los resultados de la votación electrónica en Moscú después de que varios de sus candidatos fueran repentinamente derrotados por candidatos progubernamentales. El líder del partido, Guennadi Ziugánov, pidió a los partidarios "defender los resultados de las elecciones como los cadetes de Podolsk defendieron a Moscú". La alcaldía de Moscú negó las solicitudes del partido para realizar protestas a partir del 20 de septiembre, citando restricciones por Pandemia de COVID-19.[52][53]

### Internacionales
- Georgia: El Ministerio de Relaciones Exteriores de Georgia condenó a Rusia por realizar elecciones en los territorios de Abjasia y Tskhinvali, que están ocupadas por Rusia, pero reconocidos internacionalmente como parte de Georgia.[54][55]
- Estados Unidos: El Departamento de Estado de los Estados Unidos declarado que: "los procedimientos electorales no fueron libres ni justos", y no reconocieron los resultados de las elecciones que tuvieron lugar en el territorio en disputa de Crimea.[56][57]
- Reino Unido: El Ministerio de Relaciones Exteriores británico declaró que las elecciones "representan un importante paso atrás para las libertades democráticas en Rusia" y que las medidas de las autoridades rusas "para marginar a la sociedad civil, silenciar a los medios independientes y excluir de la participación a candidatos de la oposición" socavaron la pluralidad política y los compromisos internacionales de Rusia.[58]